# Лепенац
Лепенац је река која извире на јужним обронцима Шар-планине. Тече кроз Сиринићку жупу, протиче кроз Штрпце и југоисточним ободом Косовске котлине уз северну страну Шаре до Качаника. Одатле се река окреће ка југу и кроз Качаничку клисуру између Скопске Црне Горе и Шаре улази у Северну Македонију код Ђенерал Јанковића и недалеко од Ђорче Петрова код Скопља се улива у Вардар. Највећа притока Лепенца је река Неродимка, односно њен јужни крај, пошто она код Урошевца прави бифуркацију односно дели се на два крака. Један (северни) крак отиче у Ситницу, затим у Ибар и на крају у Црно море, док други крак одлази ка југу и код Качаника се улива у Лепенац, затим у Вардар и на крају у Егејско море.